# Joy (ban nhạc)
Joy là một ban nhạc pop của Áo nổi tiếng trong thập niên 1980 với các bài hát "Touch by Touch" và "Valerie"

## Sự nghiệp
Joy khởi đầu sự nghiệp năm 1984 tại thành phố Bad Aussee nước Áo. 
Nhóm có 3 thành viên đồng thời cũng là những người bạn học từ thời trung học: Freddy Jaklitsch (sinh 22.01.60), Manfred Temmel (sinh 25.02.59) và Andy Schweitzer (sinh 26.02.60).
Các ca khúc xuất sắc của Joy có Hello, Touch by Touch, Japanese Girls.....

## Các đĩa nhạc

### Album
- 1986 - Hello
- 1986 - Joy and Tears
- 1989 - Joy
- 2011 - Enjoy [#21 Austria]

### Đĩa đơn
- 1985 - Lost in Hong Kong
- 1985 - Touch By Touch [#1 Austria, #18 Germany]
- 1986 - Hello [#26 Austria, #54 Germany]
- 1986 - Japanese Girls [#14 Austria]
- 1986 - Touch Me My Dear (Portugal)
- 1987 - Destination Heartbeat
- 1987 - It Happens Tonight
- 1987 - Black Is Black (Remix)
- 1988 - Kissin' Like Friends
- 1989 - She's Dancing Alone
- 1990 - Born To Sing A Lovesong
- 1994 - Hello, Mrs. Johnson
- 1995 - Felicidad
- 1998 - Touch By Touch 98
- 1999 - Touch By Touch (The Remake) (vs. Area 51!)
- 2010 - Touch By Touch 2011
- 2011 - Love Is All Around (Promo)

### Tổng hợp
- 1986 - Best
- 1987 - The Very Best Of Joy (Hong Kong)
- 1987 - Touch Re-Mix 87 (Hong Kong)
- 1991 - Best Of Joy (China)
- 2000 - Best Of Joy